# الدوديات (المرجة)
الدوديات هو دُوَّار يقع بجماعة ابليدة، إقليم زاكورة، جهة درعة تافيلالت في المملكة المغربية. ينتمي الدوّار لمشيخة المرجة التي تضم 10 دواوير. يقدر عدد سكانه بـ 715 نسمة حسب الإحصاء الرسمي للسكان والسكنى لسنة 2004.

## روابط خارجية
- البوابة الوطنية للجماعات الترابية
- المندوبية السامية للتخطيط